# Ибн Дурайд
Абу́ Бакр Муха́ммад ибн Ха́сан ибн Дура́йд аль-Азди́ более известный как Ибн Дурайд (Дорейд) (араб. ابن دريد‎; 838, Басра — 933) — арабский филолог и поэт.
Родился и учился в Басре, жил в Персии, потом в Багдаде, получая от халифа пенсию. Главный его труд «Иштикак» издан в двух томах фон Вюстенфедьдом, под названием Ibn Doreid’s genealogisch-etymologisches Handbuch (Геттинг., 1853—1854); другое филологическое сочинение — «Китаб уль-мелахин» издан Г. Торбеке в Гейдельберге (1882) и касается идиоматизмов арабской речи.
Среди поэтических произведения Ибн Дурайда ценится его «Элегия» («аль-Касыда аль-максура»), проникнутая глубокой скорбью о бренности земных благ и превратности судьбы. На Востоке она издавалась много раз, в сборниках без названия (например, Каталог Лазаревского института, № 1301). Новейшее европейское издание: «Carmen Macsura» (Копенгаген, 1828). Современники называли Ибн Дурайда «учёнейшим из поэтов и поэтичнейшим из учёных».